# Quark, Strangeness and Charm
Albums de Hawkwind
Astounding Sounds, Amazing Music
(1976) 25 Years On
(1978)
Singles
1. Quark, Strangeness And Charm
Sortie : 29 juillet 1977

Quark, Strangeness and Charm est le septième album studio du groupe de space rock britannique Hawkwind. Il est sorti en 1977 sur le label Charisma Records.
Son titre fait référence à la physique quantique : les quarks sont des particules subatomiques, tandis que l'étrangeté (strangeness) et le charme (charm) sont des propriétés de certaines particules.
Après la tournée de promotion de l'album Astounding Sounds, Amazing Music, le batteur Alan Powell (en) et le saxophoniste Nik Turner quittent tous deux Hawkwind, réduisant le groupe à un quintette. Le bassiste Paul Rudolph part à son tour durant les séances d'enregistrement de Quark, Strangeness and Charm, qui sont achevées avec son remplaçant, Adrian Shaw (en).

## Fiche technique

### Chansons

#### Album original
| 1. | Spirit of the Age      | Robert Calvert, Dave Brock              | 7:20 |
| 2. | Damnation Alley        | Robert Calvert, Dave Brock, Simon House | 9:06 |
| 3. | Fable of a Failed Race | Robert Calvert, Dave Brock              | 3:15 |

| 4. | Quark, Strangeness and Charm | Robert Calvert, Dave Brock   | 3:41 |
| 5. | Hassan I Sahba               | Robert Calvert, Paul Rudolph | 5:21 |
| 6. | The Forge of Vulcan          | Simon House                  | 3:05 |
| 7. | The Days of the Underground  | Robert Calvert, Dave Brock   | 3:13 |
| 8. | The Iron Dream               | Simon King (en)              | 1:53 |

#### Rééditions
La réédition remasterisée de l'album, parue en 2009 chez Atomhenge, inclut quatre titres bonus :
| 9.  | Damnation Alley (version live en studio) | Robert Calvert, Dave Brock, Simon House | 10:33 |
| 10. | A Minor Jam Session                      | Hawkwind                                | 9:49  |
| 11. | Spirit of the Age (extrait de démo)      | Robert Calvert, Dave Brock              | 2:59  |
| 12. | Hash Cake Cut                            | Hawkwind                                | 4:25  |

Cette réédition inclut également un CD bonus de versions alternatives et d'enregistrements en concert :
| 1. | Damnation Alley (première version studio)                     | Robert Calvert, Dave Brock, Simon House             | 10:34 |
| 2. | Spirit of the Age (version complète)                          | Robert Calvert, Dave Brock                          | 11:20 |
| 3. | Days of the Underground (première version)                    | Robert Calvert, Dave Brock                          | 5:38  |
| 4. | Quark, Strangeness and Charm / Uncle Sam's on Mars            | Robert Calvert, Dave Brock, Simon House, Simon King | 9:18  |
| 5. | Fable of a Failed Race (version longue)                       | Robert Calvert, Dave Brock                          | 6:49  |
| 6. | Damnation Alley (version avec harmonies vocales alternatives) | Robert Calvert, Dave Brock, Simon House             | 8:23  |
| 7. | Spirit of the Age (en concert en 1977)                        | Robert Calvert, Dave Brock                          | 5:54  |
| 8. | Robot (en concert en 1977)                                    | Robert Calvert, Dave Brock                          | 5:57  |
| 9. | High Rise (en concert en 1977)                                | Robert Calvert, Simon House                         | 5:39  |

### Musiciens
- Dave Brock : guitare, synthétiseurs, effets, chant et quark
- Robert Calvert : chant, percussion, morse et strangeness
- Simon House : claviers, violon, enclume et charm
- Adrian Shaw (en) : basse, chant et applaudissements
- Simon King (en) : batterie, percussions et non-chant

### Classements et certifications
| Classement                    | Meilleure position |
| ----------------------------- | ------------------ |
| Royaume-Uni (UK Albums Chart) | 30                 |